# Virita
Koordinaten: 58° 22′ N, 22° 3′ O
Virita (deutsch Viritel) ist ein Dorf (estnisch küla) auf der größten estnischen Insel Saaremaa. Es gehört zur Landgemeinde Saaremaa (bis 2017: Landgemeinde Kihelkonna) im Kreis Saare.
Das Dorf hat zwanzig Einwohner (Stand 31. Dezember 2011). Es liegt unmittelbar nördlich von Kihelkonna.

## Geschichte
Bei Virita wurde ein Siedlungsort aus dem Spätneolithikum nachgewiesen. Das heutige Dorf wurde erstmals im Jahr 1453 unter dem Namen Viritell urkundlich erwähnt.